# Wilfried Buss

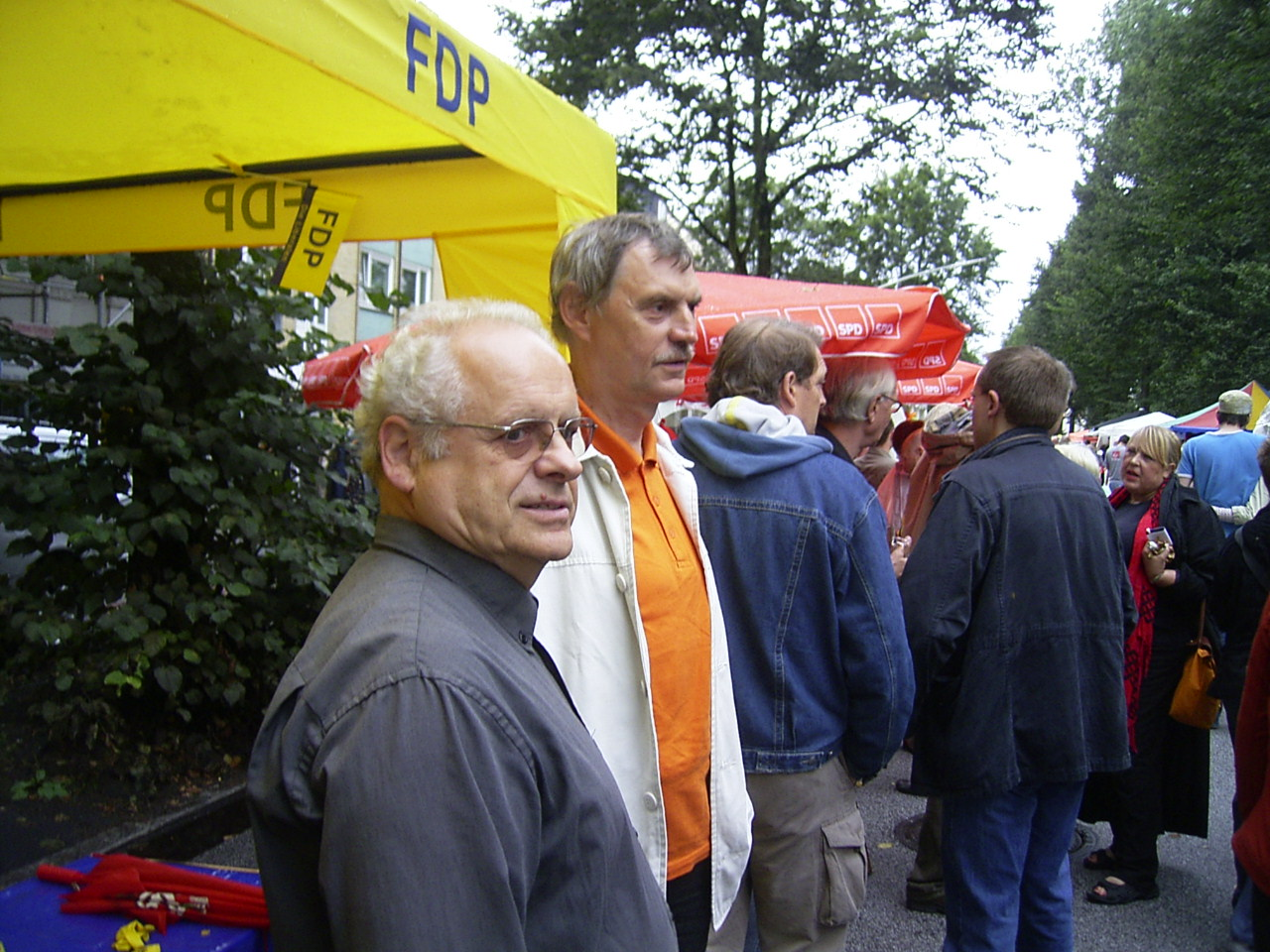
Wilfried Buss (rechts) mit Reinhard Soltau (FDP) beim Hofwegfest 2007 auf der Uhlenhorst.

Wilfried Klaus-Dieter Buss (* 13. Oktober 1951 in Leer, Ostfriesland) ist ein deutscher Politiker der Sozialdemokratischen Partei Deutschlands (SPD).

## Leben
Buss legte 1970 das Abitur auf dem Ubbo-Emmius-Gymnasium in Leer/Ostfriesland. Danach kam er nach Hamburg und studierte an der Universität auf Lehramt. Nach einem Referendariat folgte von 1975 bis 2002 eine Anstellung als Lehrer, zunächst an der Gesamtschule Alter Teichweg und ab 1992 an der Gesamtschule Walddörfer. Nach mehreren Herzerkrankungen wurde er 2002 frühpensioniert. Schließlich erhielt er 2011 durch eine Herztransplantation ein neues Herz.
Neben der parlamentarischen Arbeit ist er seit der Gründung 1982 im Vorstand des „Bürgerhaus Barmbek“ und von 1989 bis 2003 deren Vorsitzender. Zudem ist er Mitglied der Arbeiterwohlfahrt(AWO) im Distrikt Barmbek als Vorsitzender seit 2012, der Gewerkschaft Erziehung und Wissenschaft (GEW) und des Allgemeinen Deutschen Fahrrad-Clubs (ADFC) sowie des Kulturforum Hamburg. Außerdem ist er „Bewohnerfürsprecher“ des Alten- und Pflegeheims Gast- und Krankenhaus in Poppenbüttel.

## Politik
Buss ist seit 1971 Mitglied in der SPD. Zwischen 1982 und 1986 war er Bezirksabgeordneter im Bezirk Hamburg-Nord, dort war er Fraktionssprecher für Schule und Kultur sowie Ortsausschussmitglied in Barmbek-Uhlenhorst.
Von 2001 bis 2011 war er Mitglied der Hamburgischen Bürgerschaft. 2003 sprach er sich gegen die Planungen des damaligen bürgerlichen Senats aus, auf dem Kleingartengelände an der Dieselstraße 150 Wohnungen zu errichten. Im Februar 2008 konnte er bei der Bürgerschaftswahl über die Wahlkreisliste der SPD im Wahlkreis Barmbek – Uhlenhorst – Dulsberg wieder ins Parlament einziehen. Dort saß er für seine Fraktion im Eingabenausschuss und Kulturausschuss. Zudem war er in den vorausgegangenen Wahlperioden Mitglied in der Enquete-Kommission Schulentwicklung und im Sonderausschuss „Vernachlässigte Kinder“. Er war ab 2006 Fachsprecher in seinem politischen Schwerpunkt Bildung, Schule und Kultur. Als er im Mai 2006 die Schließung mehrerer Gymnasien wegen zu geringer Anmeldezahlen forderte, wurde er von seiner Fraktion mit dem Argument, die SPD beteilige sich nicht an Diskussionen über Schulschließungen gerüffelt. 2008 gab er den Sprecherposten aus gesundheitlichen Gründen an Ties Rabe ab. Anschließend wurde er Sprecher für den Bereich Eingaben. Außerdem war er ab Dezember 2008 stellvertretender Vorsitzender des Beirats der Landeszentrale für politische Bildung. Bei der Bürgerschaftswahl 2011 bewarb er sich nicht mehr um ein Mandat und begründete dies unter anderem mit seinen gesundheitlichen Problemen. Von 2012 bis 2015 war Buss Deputierter der Kulturbehörde.
Seit 2013 engagiert sich Buss ehrenamtlich in der Seniorenpolitik. Er wurde 2013 zum Vorsitzenden der Wandsbeker Seniorendelegiertenversammlung gewählt. Seit 2021 gehört er dem Bezirksseniorenbeirat im Bezirk Wandsbek an. Zudem ist er stellvertretender Landesvorsitzender der Arbeitsgemeinschaft SPD 60 plus in Hamburg.